# کیویل
کیویل (به انگلیسی: Keevil) یک روستا و محله مدنی در بریتانیا است که در ویلتشر واقع شده‌است. کیویل ۴۴۱ نفر جمعیت دارد.